# Verrières-du-Grosbois
Verrières-du-Grosbois foi uma comuna francesa na região administrativa de Borgonha-Franco-Condado, no departamento de Doubs. Estendia-se por uma área de 7,86 km². Em 2010 a comuna tinha 19 habitantes (densidade: 2,4 hab./km²).
Em 1 de janeiro de 2017, passou a fazer parte da comuna de Étalans.